# دنیس ساسو نگسو
دنیس ساسو نِگِسو (به انگلیسی: Denis Sassou Nguesso) (زاده ۲۳ نوامبر ۱۹۴۳) رئیس‌جمهور وقت جمهوری کنگو از اکتبر ۱۹۹۷ تاکنون است. او پیشتر، از سال ۱۹۷۹ تا ۱۹۹۲ نیز در این سمت بوده‌است. او رئیس کمیته مرکزی حزب کارگر کنگو (PCT) است. مهم‌ترین حزب مخالف دولت، حزب (UPADS) است.
ساسو نگسو از زمان کودتای سال ۱۹۷۹ به‌طور متناوب، رئیس‌جمهور کنگو است، وی در انتخابات سال ۱۹۹۲ شکست خورد اما در سال ۱۹۹۷ با جنگی که بیشتر مناطق پایتخت را ویران کرد، به قدرت بازگشت. وی پس از یک دوره انتقالی، در انتخابات ریاست جمهوری سال ۲۰۰۲، در حالی که رقبای اصلی او انتخابات را تحریم کرده یا انصراف داده بودند، در انتخابات پیروز شد و مجدداً در انتخابات بحث‌برانگیز ریاست جمهوری ۲۰۰۹ در این سمت ابقا شد.
وی در طی اولین دوره خود به عنوان رئیس‌جمهور در رژیم تک حزبی خود، حزب کار کنگو (PCT) را به مدت ۱۲ سال عهده‌دار بوده‌است. وی تحت فشار سنگین در سال ۱۹۹۰، سیاست‌های چند حزبی را معرفی کرد.